# Marijo
Marijo je moško osebno ime.

## Izvor imena
Ime Marijo je različica moških osebnih imen Marij oziroma Marjan.

## Pogostost imena
Po podatkih Statističnega urada Republike Slovenije je bilo na dan 31. decembra 2007 v Sloveniji število moških oseb z imenom Marijo: 198.

## Osebni praznik
Osebe z imenom Marijo lahko godujejo takrat kot osebe z imenom Marij oziroma Marjan.